# 富家宏泰
富家宏泰（とみいえ ひろやす、1919年〈大正8年〉7月1日 - 2007年〈平成19年〉12月21日）は、戦後日本を代表する建築家。香川県生まれ。

## 来歴・人物
1919年7月、香川県に生まれて間もなく、一家は朝鮮半島へと移住した。しかし、富家の幼少時、外地でまん延したチフスが原因で一家は子供を除いて全滅してしまった。引き揚げた富家は京都下鴨にある親族の家庭に引き取られて育った。その後、京都府立第一中学校を1937年（昭和12年）に卒業、第三高等学校（理科甲類、1942年卒業）を経て京都帝国大学建築学部（現・京都大学工学部建築学科）へ進学した。入学後ほどなく徴兵され北満州への従軍を余儀なくされたものの、終戦後は復学して建築学科を卒業。卒業後は同大学大学院（1948年卒業）を経て、棚橋諒研究室の講師に就任し、京都学芸大学で講師もつとめた。京大時代は棚橋諒のほか、森田慶一らにも学んだ  。
1952年10月、京都大学講師を辞し「富家一級建築士事務所」を立ち上げた。事務所は評判を呼び、意匠や計画のみならず、設備・構造等の専任職員を含め、総員約300名を抱えるまでに発展した。その後、バブル経済の破綻とともに事務所は解散したが、富家自身は建築家として活動を続けた。富家は、戦後京都における建築物（大学、図書館、美術館、オフィスビルなど）のほとんどを手掛けたとも評される。また、三重県、石川県、千葉県を中心に全国の美術館やスタジアムなどの設計も担当し、生涯で設計した建築物の数2000点以上に及ぶ。1957年、日本赤十字社金色有功章を受章。1958年、紺授勲章を受章。
また、日本建築家協会副会長、同協会関西支部長、京都府建築士試験委員、京都府建築工事紛争審査委員への就任や、京都建築設計監理協会の設立等、建築界の後進育成にも尽力し、建築実務以外の分野でも活動した。

## 富家建築事務所の沿革
- 1952年（昭和27年）10月：京都市中京区河原町通二条上ルに事務所開設
- 1955年（昭和30年）6月：中京区間之町通押小路上ルに事務所設置
- 1959年（昭和34年）1月：中京区烏丸通二条下ル秋野々町に事務所移転
- 1961年（昭和36年）4月：「株式会社 富家一級建築士事務所」に組織変更
- 1964年（昭和39年）3月：「株式会社 富家建築事務所」に名称変更
- 1964年（昭和39年）11月：中京区押小路通東洞院西入ルに事務所移転

## 建築家としての評価
- 公共建築を中心に生涯で二千点を超える作品を日本国内、とりわけ京都に多く残したことから、「日本有数の建築家の一人であり、戦後の京都を形成した建築家と言っても過言ではない」と評価する声もある[2]。
- 建築史家・建築評論家の浜口隆一（東京大学助教授、日本大学理工学部教授）は、富家宏泰の作風について「前衛的とかアヴァンギャルドとかいってジャーナリスティックな話題になるようなものではない。むしろオーソドックスで、もう少しくわしくいえば、新旧のバランスがとれたものである」と評価する。また浜口によれば、所員が100名近い大きな事務所になってくると、所長はむしろどちらかといえば経営者型になりやすいが、彼はあくまで自分で鉛筆でもってデザインをする。＜中略＞それだけに彼の事務所の作品には富家氏個人の作風が一貫してみられる」とする[8]。
- 建築家・隈研吾は、2021年9月に石川県で開催された「建築家・富家宏泰没後 15 年記念回顧展」に寄せたメッセージの中で、「富家ほど、京都から愛された建築家はいない」と言及した[9]。さらに隈は、富家が建築意匠ではなく建築構造を専門に学んだことに着目しつつ、アーティスティカル（美術・芸術的）というよりも、むしろテクノロジカル（工業・構造的）なアプローチ、ないしは武器、を手に戦後の京都建築に「戦い」を挑んだと示唆した。隈によれば、富家の構造理論は彼が学んだ京都大学がそのメッカであったがゆえ「柔構造の理論」に寄って立つものであったところ、これは当時の関東建築界で主流だった「剛構造の理論」に対置するものであった。続けて隈は、富家と同世代の建築家・大江宏が、この柔軟論争において、「しばしば富家にやり込められたと述懐」したエピソードを紹介し、富家が建築家として強い反骨精神を持ち合わせていたことも示唆した[10]。
- 雑誌「建築評論」（1973年8月号）の特集記事「昭和48年春建築界作家番付表」において、富家は日本を代表する建築家の中で西前頭に選出されている。本番付表には、他には東から横綱・丹下健三、正大関・西沢文隆、張出大関・吉村順三、関脇・槇文彦、菊竹清訓らが選ばれ、西からは横綱・前川國男、正大関・吉阪隆正、張出大関・芦原義信、関脇・磯崎新、大谷幸夫、小結・黒川紀章ら錚々たる建築家が番付に名前が掲載された。

## 富家モダニズムの作風

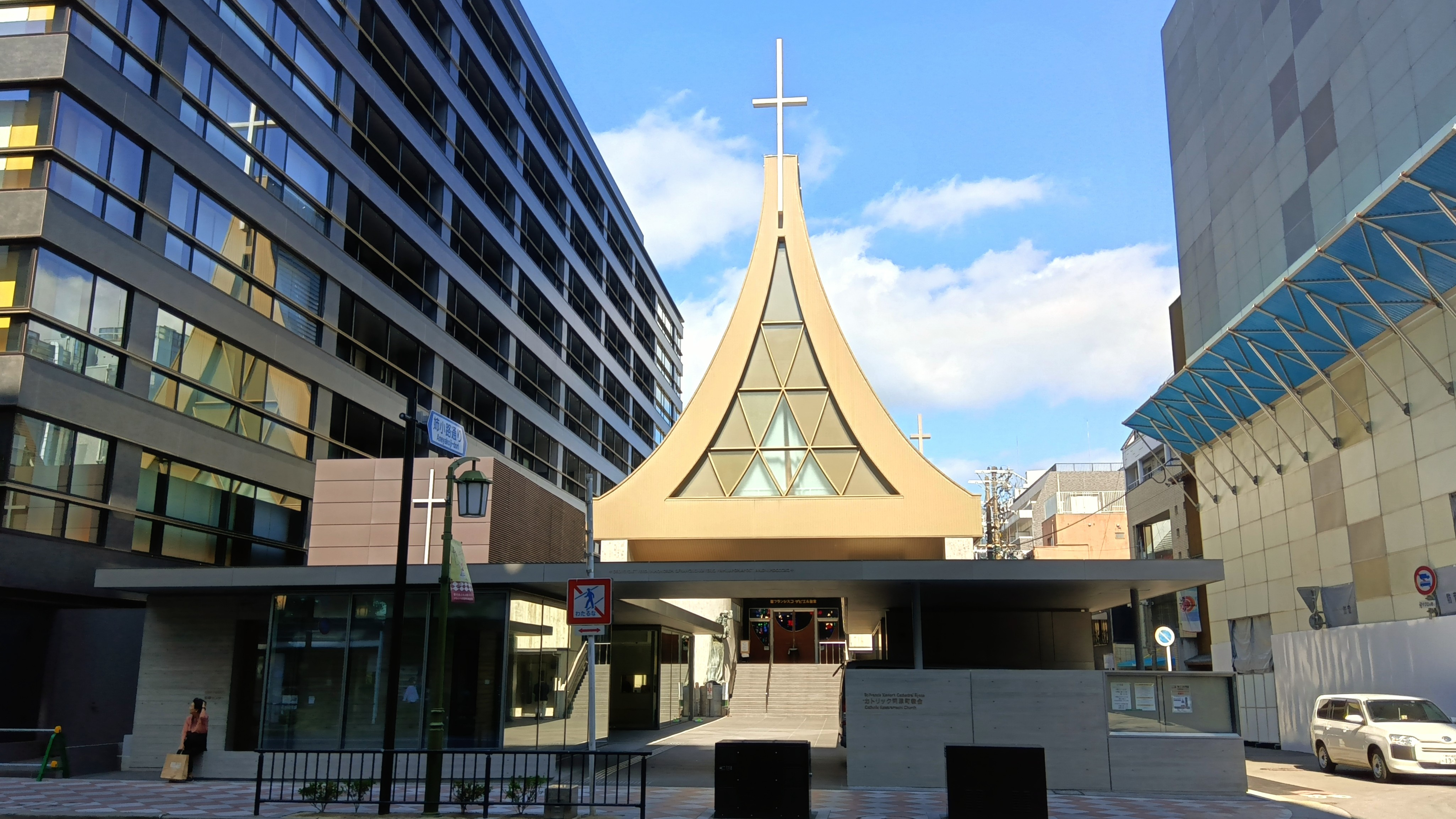
カトリック河原町教会

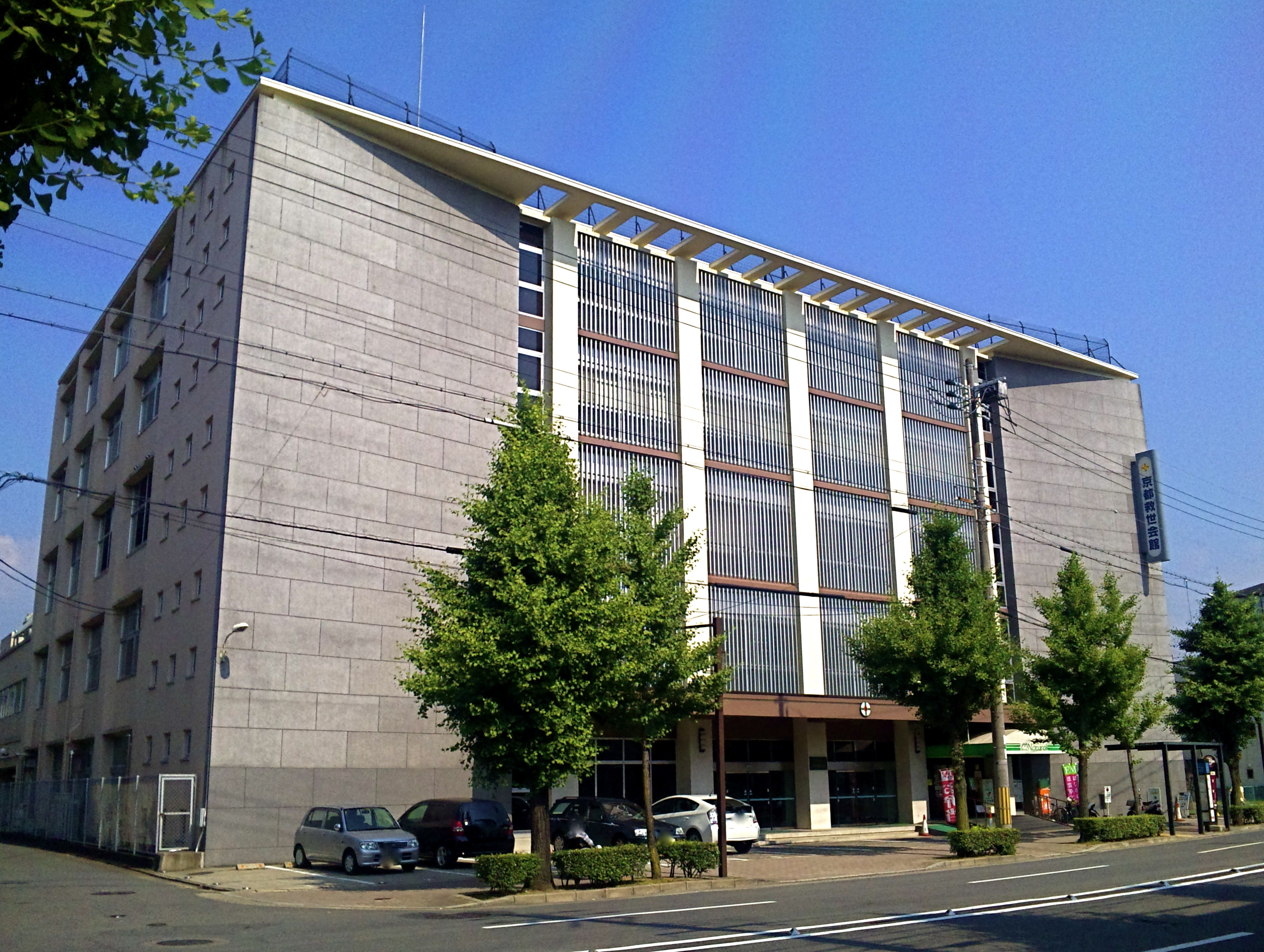
旧・恒心館（広小路学舎；現存せず）

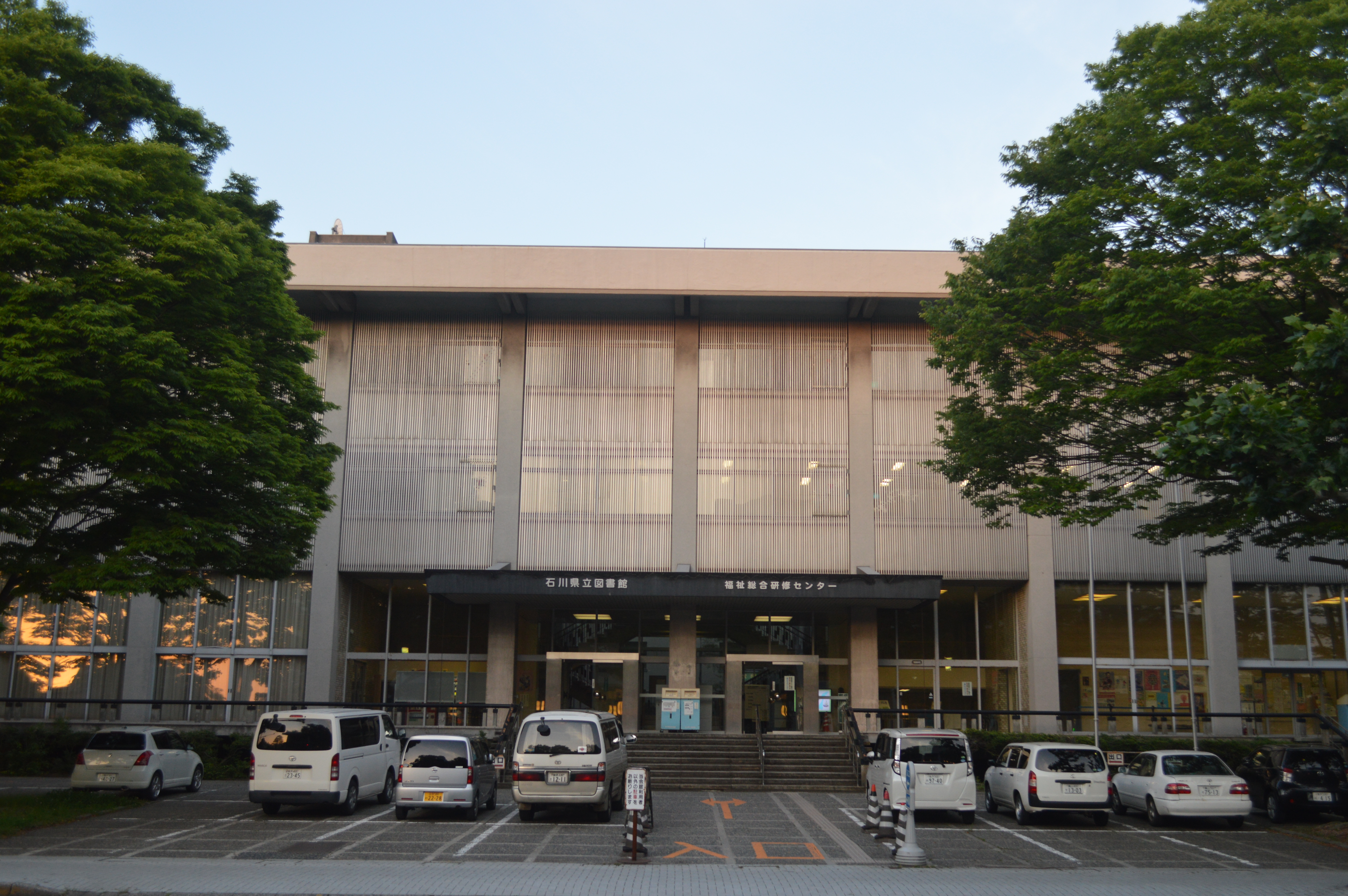
石川県立図書館（旧館）

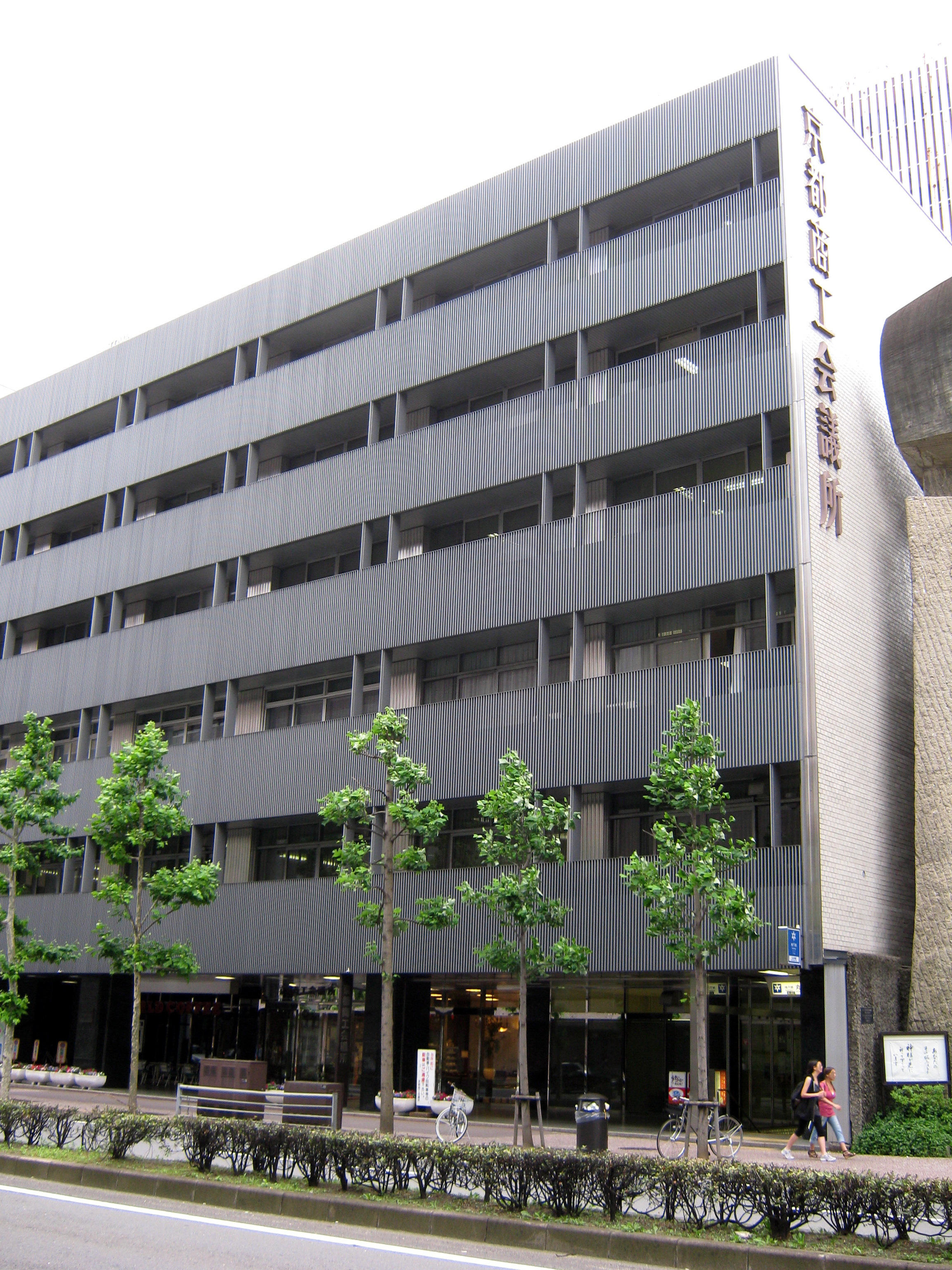
京都商工会議所ビル（現存せず）

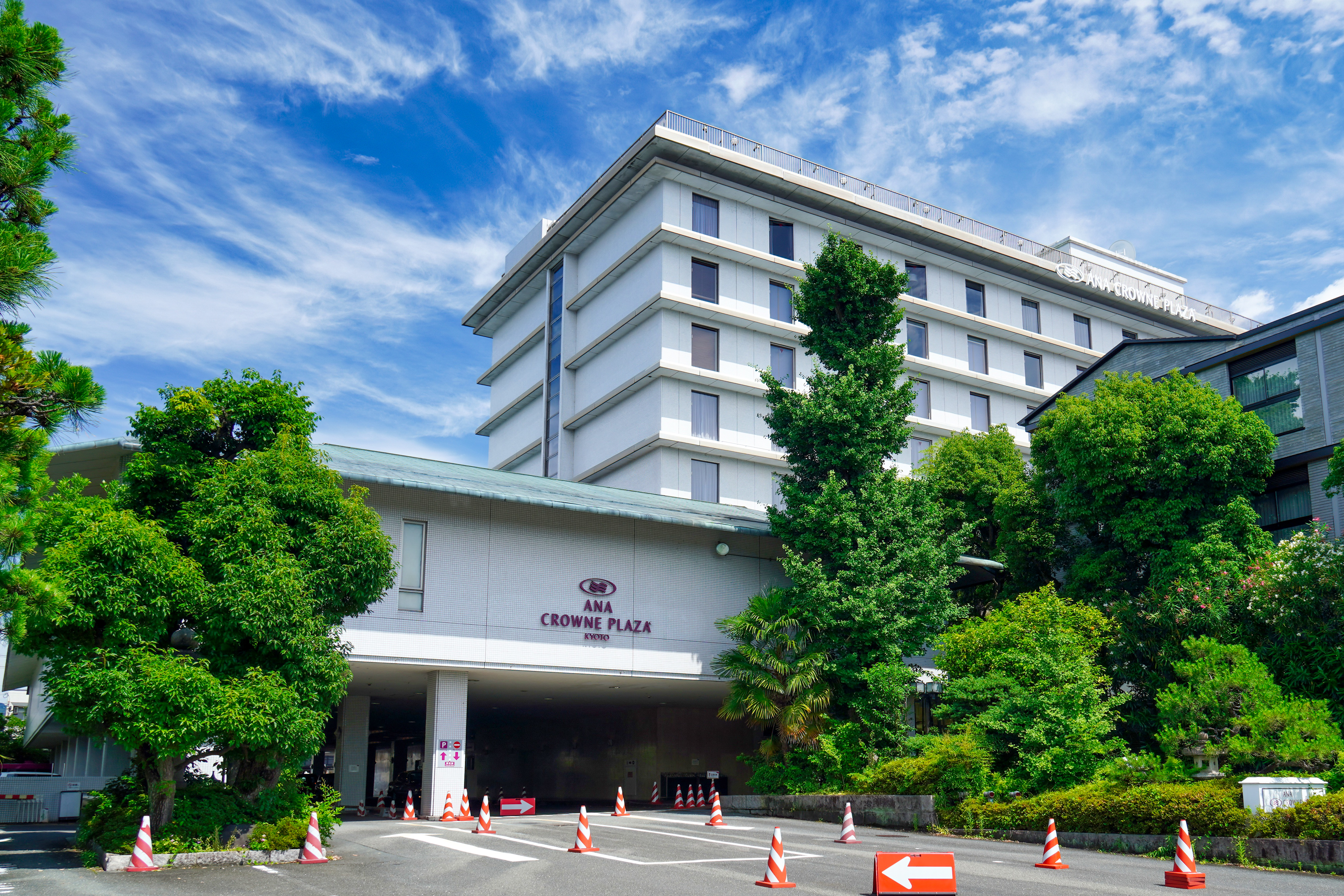
京都全日空ホテル（現・ANAクラウンプラザホテル京都）

富家作品の多くは、建物としての自己主張が控えめで、いわゆる「モダニズム建築」の基本的要素から逸脱することは少ないと評価する向きが多い。とりわけ初期の作品は、建築としてのモダニズムの「あるべき姿」に忠実なデザインが多い。例えば、1959年（昭和34年）竣工の彌榮自動車株式会社本社社屋（京都市下京区中堂寺櫛笥町）には、「バウハウス芸術運動」の発信基地でもある「デッサウ校」（バウハウス・デッサウ財団）の外観を彷彿とさせる、いわゆる「モダニズム建築」のお手本のようなデザイン性を見て取ることができる。しかし、1962年竣工の立命館大学・広小路学舎の「恒心館」（現存せず）、1963年（昭和38年）の「石川県立図書館」（旧館）、「京都商工会議所ビル」などでは、日本建築に古くから用いられてきた格子を金属で表現して壁面に設置するなど日本らしさ、京都らしさが意識される独自の作品に仕上がっている。事実、富家が「恒心館」のファサード部分に京町家の格子を思わせるデザインを採用したことを指して、「表現としての金属格子の可能性」を探ったのではないかと示唆する声もある。さらに、1965年に竣工した立命館大学・衣笠キャンパスの「以学館」では、モダニズムの教条主義的な要素 --- すなわち左右対称性は好まず、かつ、塔の設置などシンボリックな要素を排除した抽象的な形態建築 --- からの逸脱を試みている。実際「以学館」で富家は、ガラス張りの巨大な階段塔を建物前面に配置するとともに、塔の東西に、あたかも鳥が羽を広げたかのように階段教室（ホール）を左右対称となるよう設置し、またコンクリート打ち放しの壁面には京の伝統的な焼き物である「泰山タイル」を貼ることで、モダン建築と京の風景との親和性を求めるなど、モダニズム建築に軸足を置きつつもシンボリックなデザイン性が前面に出た外観の実現に成功している。こうした試みは1967年（昭和42年）作品の「カトリック河原町教会」のシンボリックな大屋根の形にも見てとれる。以上のように、特に60年代以降の富家作品には、教条主義的な「モダニズム建築」が新しい形態を模索しようとする過渡期の姿をみることができる。

## 京都府内における主な作品
- 能楽堂 京都観世会館 1958年
- 比叡山国際観光ホテル（共同設計：圓堂政嘉；施工・銭高組）1958年
- 京都府立医科大学体育館　1958年（旧立命館大学広小路校地 体育館）
- 彌榮自動車(株)　本社社屋　1959年
- 日本赤十字社京都府支部　京都第二赤十字病院東病棟　1959年
- (株)京都新聞社　本社　1959年
- 渡辺邸（施工・龍建設工業）1959年
- 日本住宅公団大阪支所御池通分譲施設付市街地住宅・上原ビル　1960年（現存せず）
- 京都府立総合資料館　1961年（閉館）
- 京都信用金庫本店（施工・鹿島建設）1961年
- 学校法人同志社（同志社大学）　同志社大学新町キャンパス　1962年
- 学校法人同志社　記念会館（学館ホール）1962年（現存せず）
- 京都府歯科医師会館　1962年（現在は京都市北区総合庁舎西庁舎）
- 学校法人立命館（立命館大学）旧・恒心館　1962年（広小路キャンパス、現存せず）
- 西陣着尺織物福祉センター（施工・横田組）1962年
- 京都新聞　近畿放送本社（施工・清水建設）1962年
- 京都商工会議所ビル　1963年（現存せず）
- 志摩観光ホテル別館　新賢島荘（施工・銭高組）1963年
- 京都市体育館（施工・戸田建設）1963年
- 比叡山国際観光ホテル・別館叡山閣（施工・銭高組）　1963年（現・京都精華大学 研究施設 「叡山閣」）
- 西陣産業会館（施工・戸田建設）1963年
- 学校法人立命館（立命館大学）　五号館（現・興学館）1963年
- 学校法人立命館（立命館中学校・立命館高等学校）南校舎　1964年（現存せず）
- 三虎ビル　1964年
- 大谷大学学舎管理棟（施工・大成建設）1964年
- 大谷高等学校講堂管理棟（施工・大成建設）1964年
- 学校法人立命館（立命館大学）以学館　1965年
- 学校法人立命館（立命館大学）六号館（現・恒心館）1965年
- 京都府西陣警察署（現・京都府上京警察署）1965年
- 京都四条通のアーケード　1965年
- 亀岡市立亀岡小学校（改築）　1965年
- 学校法人立命館（立命館大学）一号館（現・啓明館）1966年
- 学校法人立命館（立命館大学）修学館　1966年
- 平安女学院英文科校舎（施工・ミラノ工務店）1966年
- イレブンビル（施工・ミラノ工務店）　1966年
- 学校法人立命館（立命館大学）図書館（現存せず）1967年
- （株）ワコール　旧本社ビル　1967年（現存せず）
- カトリック河原町教会（基本設計指導：Karl Freuler司祭）　1967年
- ホテル紫宸殿（施工・竹中工務店）　1967年（現・CCS：シーシーエス株式会社 京都本社）
- 京都第二赤十字病院成人病センター（施工・戸田建設 大阪支店） 1967年
- 京都府立文化芸術会館　1969年
- 藤井大丸　1969年
- インターナショナル・ジャパン・ロイヤルビルディング（施工・大林組）1969年
- 学校法人立命館（立命館大学）第一体育館　1969年（現存せず）
- 学校法人立命館（立命館大学）学而館　1970年
- 京都府立体育館（現・島津アリーナ京都）　1970年
- 平安女学院中学校・高等学校　校舎（改修）1970年
- 京都薬科大学　中央講堂兼体育館　1972年（現存せず）
- 京都府中小企業会館　1972年
- 学校法人同志社（同志社大学）図書館（共同設計：大阪市立大学栗原研究室）1973年（現存せず）
- 京都ロイヤルホテル　1973年（現存せず）
- 京都府警察本部別館　1974年
- 京都労働者総合会館　1974年
- 学校法人立命館（立命館大学）志学館　1974年
- 愛生会　山科病院　1975年
- 学校法人同志社（同志社大学）光塩館　1975年
- 加悦町中央公民館　1975年
- 学校法人立命館（立命館大学）諒友館　1976年
- 北村美術館　1976年
- 学校法人立命館（立命館大学）清心館　1977年
- 大谷大学 2号館　1977年
- 大谷中学校・高等学校　第二体育館　1977年
- 第二岡本病院　1977年
- 京都市立芸術大学・沓掛キャンパスの校舎設計（開学後設置された大学会館と新研究練除く）1978年
- 学校法人立命館（立命館大学）学生会館　1978年
- 裏千家センター　1978年
- 洛和会音羽病院　1978年
- 京都府立南丹高等学校　1979年
- 京都府立医師会看護学校　1979年
- からすま京都ホテル　1980年
- 地方職員共済組合京都宿泊所平安会館（後のザ・パレスサイドホテル）　1980年
- 京都市中京総合庁舎　1981年
- 京都薬科大学　大学ホール　1981年（現存せず）
- 学校法人立命館（立命館大学）存心館　1981年
- 学校法人立命館（立命館大学）第二体育館　1981年（現存せず）
- （株）ワコール・ウイング事業本部　1981年
- 京都市歴史資料館　1982年
- 宇治市斎場　1982年
- 学校法人立命館（立命館大学）末川記念会館　1983年
- 京都大学附属図書館　1983年
- 舞鶴文化公園体育館　1983年
- 宮津体育館　1983年
- 京都市東部文化会館　1984年
- 高速鉄道烏丸線「鴨川駅」駅舎および換気塔（現・京都市営地下鉄「くいな橋駅」換気塔ビル）1984年
- 松仁会　内田病院　1984年
- 永和御池ビル　1985年
- 長岡京市西山公園体育館　1985年
- 京都全日空ホテル（現・ANAクラウンプラザホテル京都）1986年
- 京都府立城南勤労者福祉会館　1986年
- 学校法人京都精華大学（京都精華大学）春秋館　1986年
- 学校法人立命館（立命館大学）尚学館　1988年
- 学校法人立命館（立命館大学）四号館（現・洋洋館）1988年

## 石川県内における主な作品
石川県ではかつて知事であった中西陽一が同じ京都大学出身である縁で、30施設を設計した。1973年（昭和48年）には、 石川県金沢市片町に富家建築事務所の支所を開設している。
- 石川県社会教育会館（施工・清水建設）1963年
- 加賀観光ホテル（施工・藤田組 名古屋支店）1966年[12]
- 石川県立図書館（旧館）　1966年[12]
- 石川県立美術館[1]
- 石川県輪島漆芸美術館[1] 1991年
- 石川県立社会福祉会館[12]
- 石川県教員総合研修センター[12]
- 金沢中警察署[1]
- 石川県西部緑地公園陸上競技場[12]
- 石川県婦人会館（現・女性センター）[12]
- 石川県立金沢女子高校（現・石川県立金沢伏見高等学校）[12]
- 石川県小松児童会館（現・いしかわ子ども交流センター小松館）[12]
- 加賀市文化会館[12]
- 輪島市文化会館[12]
- 小松市立高等学校[12]
- 矢田屋別館松濤園（現・湯快リゾート矢田屋　松濤園）

など

## その他の主な作品

### 千葉県内
- 千葉県旭市役所庁舎（施工・清水建設）1962年
- 千葉県国民健康保険会館（施工・清水建設）1963年
- 千葉県旭市民会館（施工・阿倍建設）1964年
- 千葉市教育会館　1982年
- 千葉マリンスタジアム（第4回千葉市優秀建築賞（平成3年度、1991 年度））
- 青葉の森公園芸術文化ホール（第5回千葉市優秀建築賞（平成4年度、1992年度））

### 神奈川県
- 谷崎邸（施工・石井組）1963年

### 埼玉県内
- 埼京連ビル（現・JA共済埼玉ビル）1974年

### 茨城県
- 茨城県岩瀬町役場庁舎　1960年

### 栃木県内
- 宇都宮グランドホテル
- 栃木県産業会館　1981年

### 三重県内
- 三重県立四日市商業高等学校（施工・大鉄工業）1961年
- 三重県大山田村役場庁舎（施工・浅沼組）1965年
- 志摩国際観光ホテル（施工・銭高組）1966年
- 四日市市体育館（施工・戸田建設 名古屋支店）1968年
- 三重県立美術館　1982年（第14回 中部建築賞入賞（昭和57年度、1982年度））

### 大阪府内
- イセトビル（施工・不二建設）1962年
- 七道スポーツセンター（施工・松村組）1966年
- 近畿大学商経学部学舎（施工・松村組）1967年（現・近畿大学21号館）
- 近畿大学医学部附属病院 1975年（第18回 日建連表彰BCS賞（昭和52年度、1977年度））

### 兵庫県内
- 芦屋市谷崎潤一郎記念館

### 和歌山県内
- ハイプレイランド天山閣　1967年（現・南紀白浜梅樽温泉ホテルシーモア）

## 立命館大学・衣笠キャンパスと富家建築

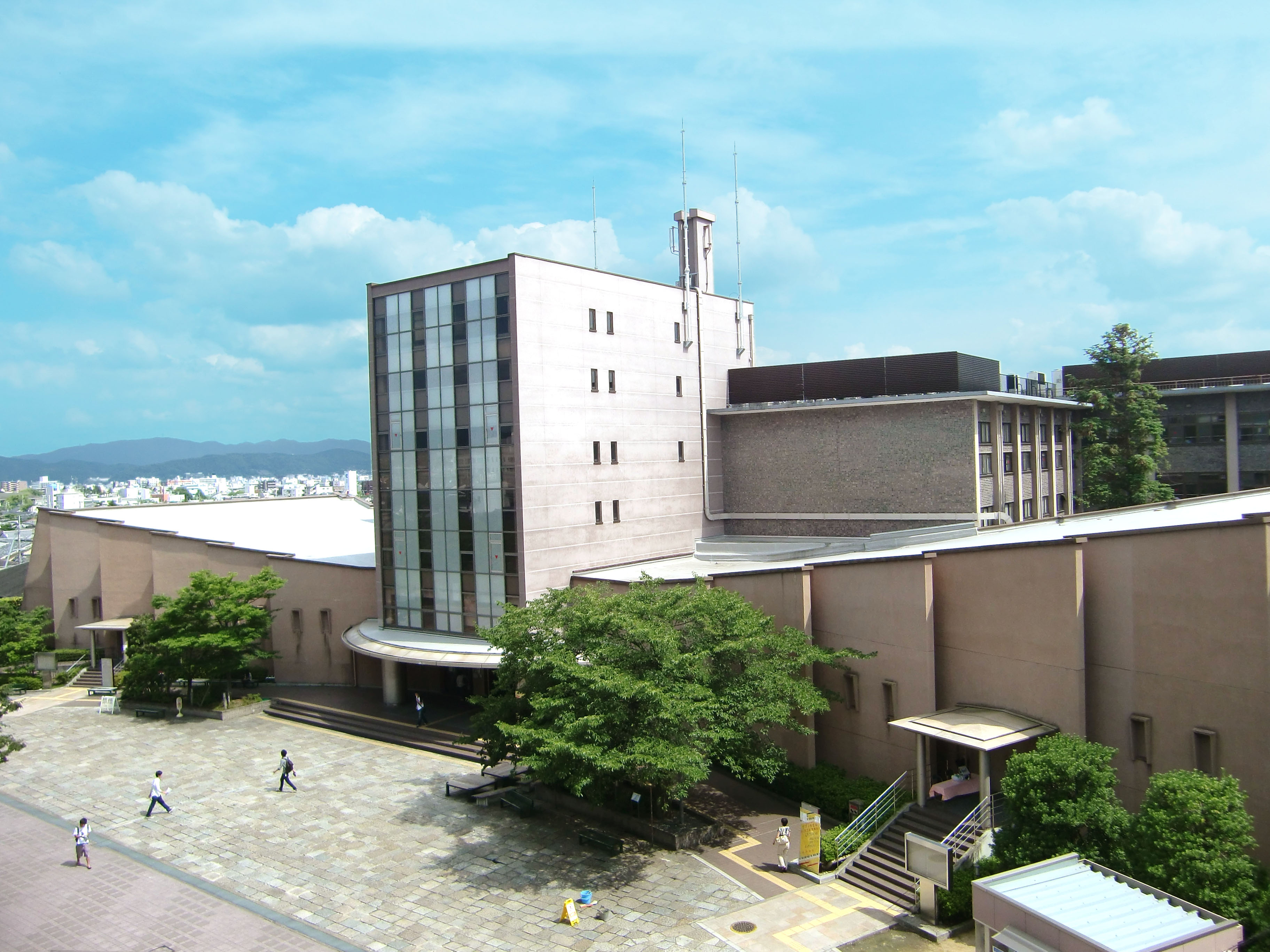
立命館大学・以学館（1965年竣工）

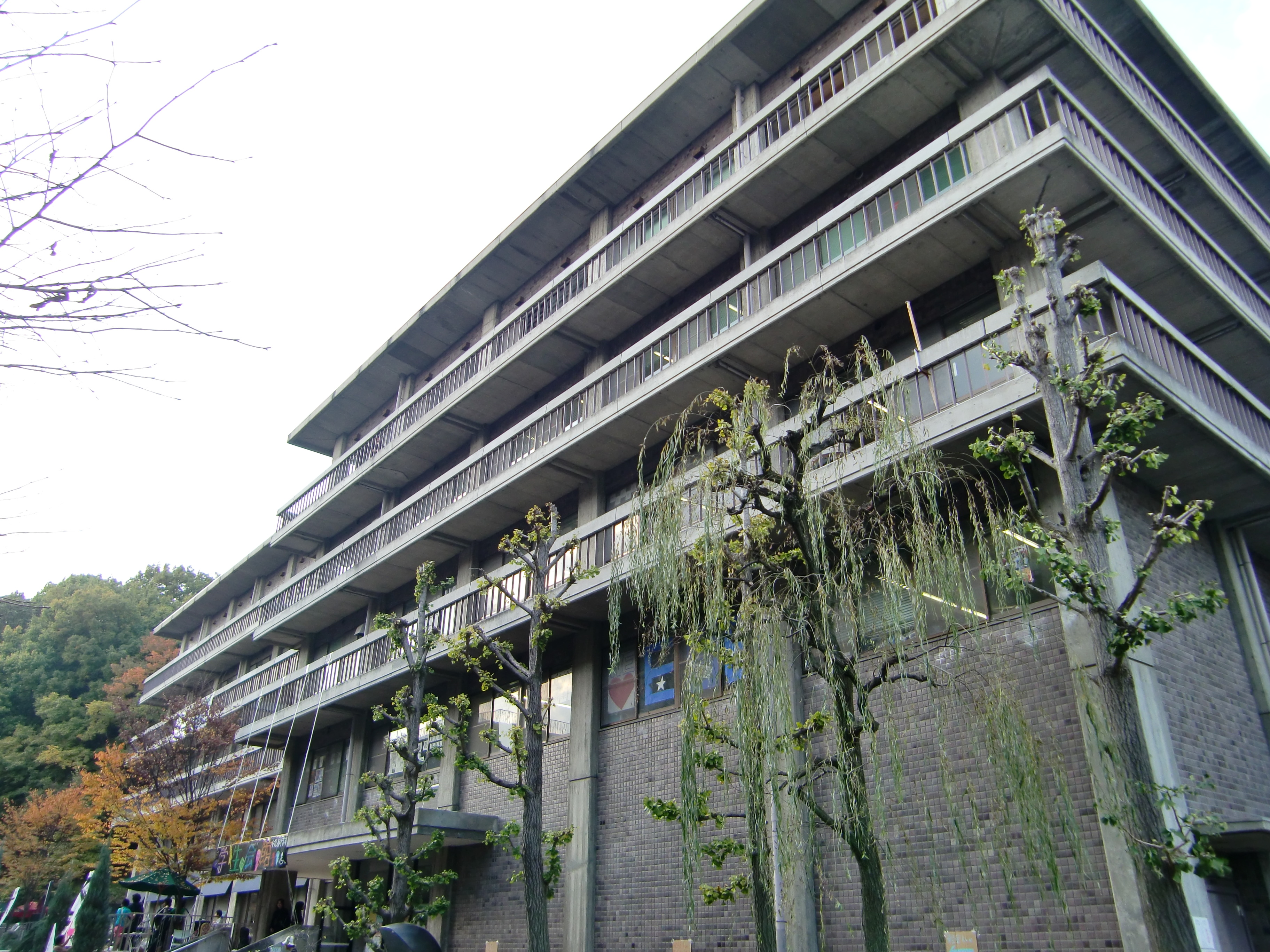
立命館大学・学生会館（1978年竣工）

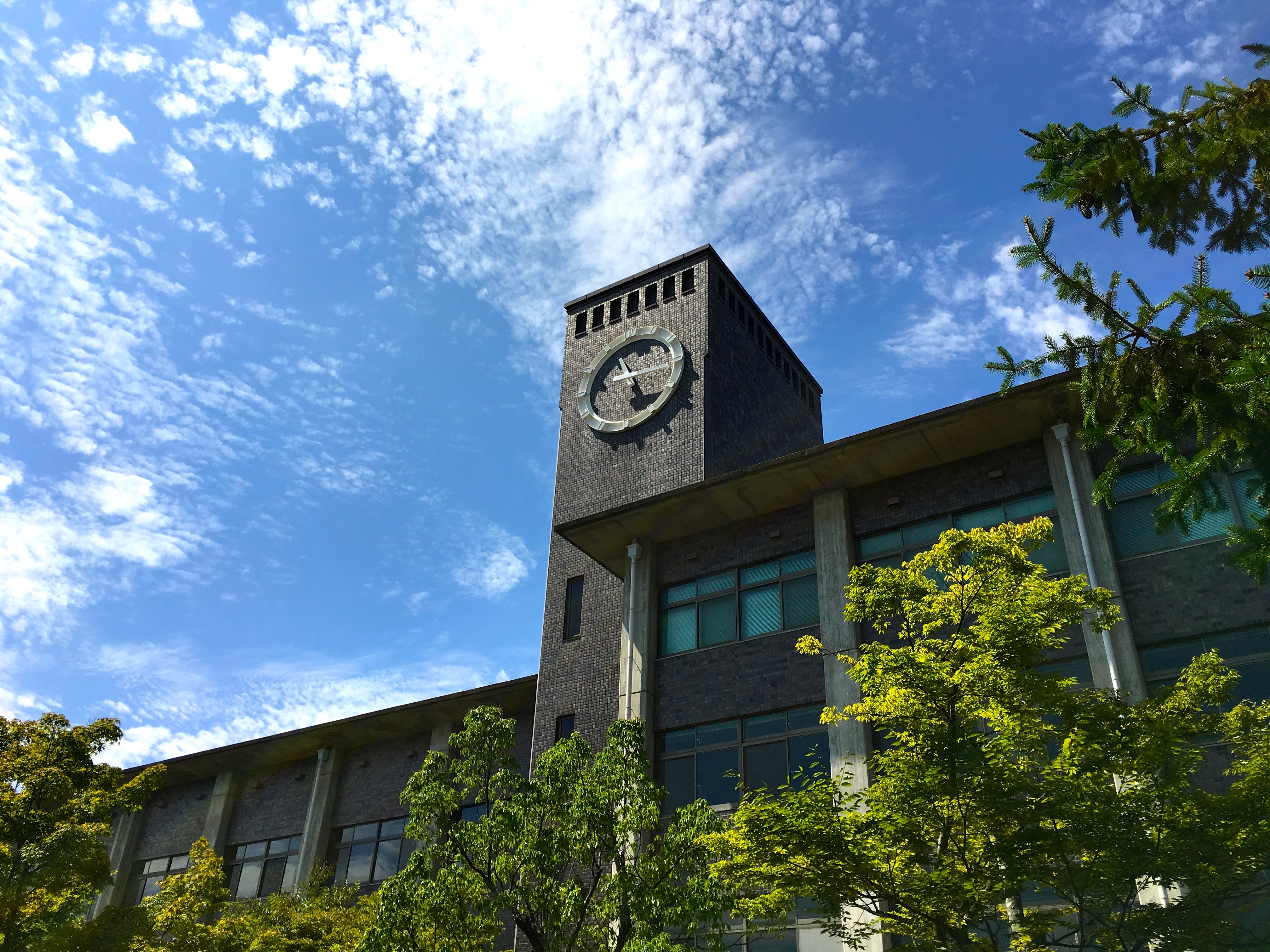
立命館大学・存心館（1981年竣工）

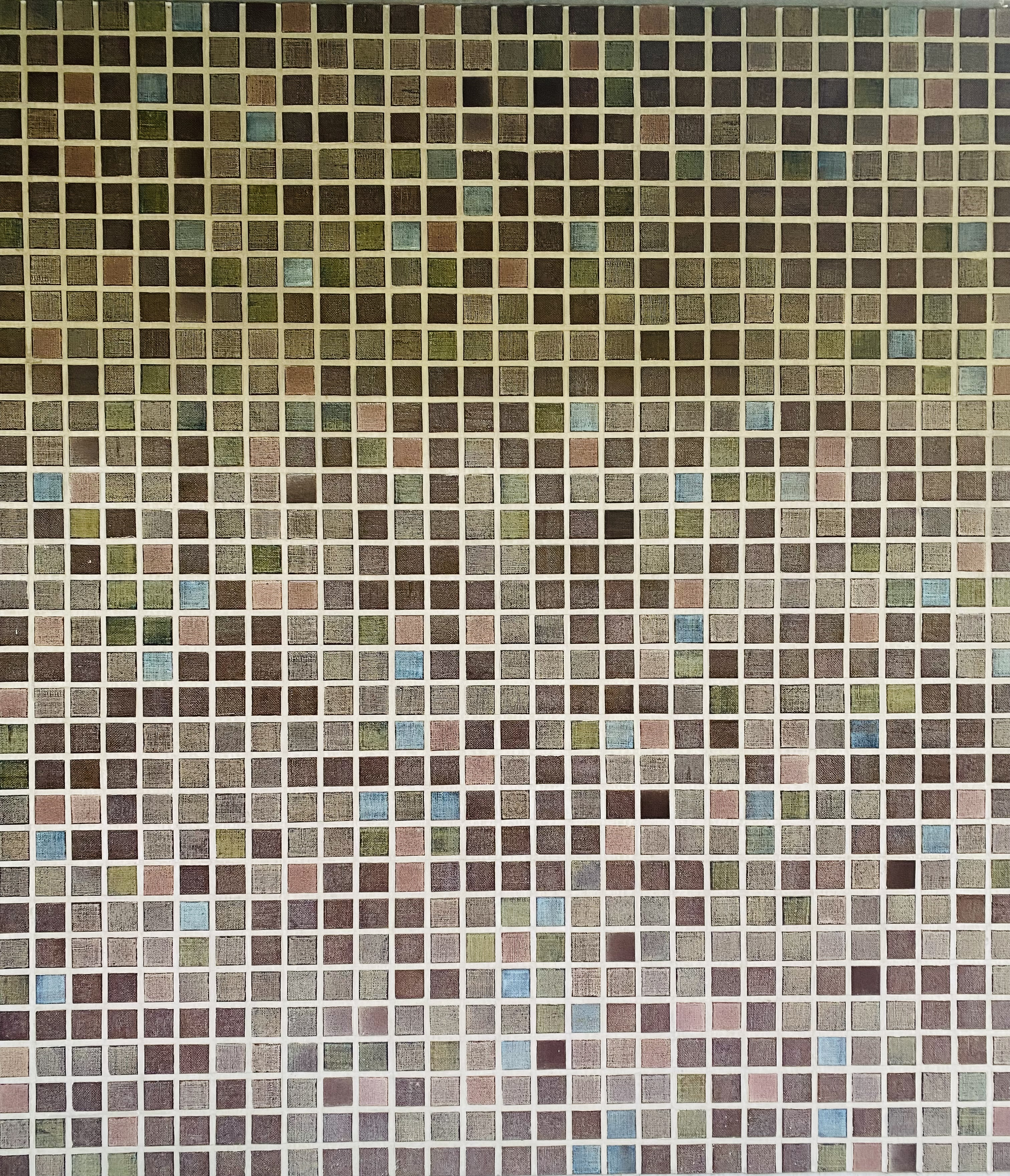
立命館大学の泰山タイル

- 立命館大学史資料センターによれば、同大学・衣笠キャンパス（京都市北区）において1955年から1988年までに建設された学舎のほとんど（合計64棟[13]）の設計が、富家宏泰の手によるものである[14] [15]。富家は衣笠キャンパス内の多くの学舎の外壁に、京焼の製陶所（泰山製陶所）が製造した「伝統的な焼きもの」（「75×75角窯変泰山タイル」）を採用した。「泰山タイル」には大量生産品では決して出せない風合いがあり、また、釉薬が醸し出す美しい色彩が特徴的で、衣笠キャンパス全体に統一感を作り出すのに役立っている。
- 富家は1988年まで衣笠キャンパスの学舎の設計に従事したが、泰山製陶所閉鎖後に設計・建設された学舎の多く（例：創思館（2001年竣工）、充光館（2007年竣工）、育友館（2008年竣工）など）でも、外壁に「泰山タイル」風の外壁材が採用され、富家建築のデザインは踏襲されている。そのため、衣笠キャンパスは富家宏泰の昭和モダン建築の見本市と言っても過言ではない。
- 富家が立命館の学舎外壁に「泰山タイル」を使用したのは、1964年（昭和39年）に竣工した立命館中学校・高等学校の「南校舎」が最初であるとされる。富家が「泰山タイル」を利用した理由については、富家が布目タイルを自宅玄関に利用するほど個人的に気に入っていたこと、1960年（昭和35年）に日本建築家協会が開催した欧州建築視察旅行で北欧の建築に影響を受けたこと、さらに、モダニズム建築の表現にあって質感や格調を感じさせるような素材として着目したこと、などにあったとの見解がある[15]。
- 「学生会館」（1978年竣工）の竣工パンフレットにおいて、富家は「泰山タイル」を用いたデザインについて以下のように述べている。なお、文中の「末川先生」とは、立命館名誉総長だった末川博のことである：

## 回顧展
- 2019年9月7日から同30日まで、京都市左京区の府立京都学・歴彩館・京都学ラウンジにて、「《建築史学会後援》建築家・富家宏泰 生誕100年記念回顧展『戦後京都を設計した男』」（主催：回顧展実行委員会）が開催された[16]。
- 2021年9月2日から同6日まで、石川県立美術館・広坂別館にて、「『石川県美を設計した男』〜富家宏泰 没後15年記念回顧展」（主催：建築家・富家宏泰回顧展　実行委員会）が開催された[12]。